# Espectroheliógrafo

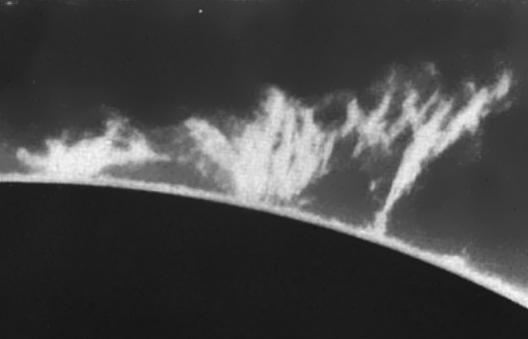
Fotografía de varias prominencias solares tomada con un espectroheliógrafo en 1909 desde el telescopio de Monte Wilson.

El espectroheliógrafo es un instrumento usado en astronomía. Captura una imagen fotográfica del Sol en una sola longitud de onda de luz, una imagen monocromática. La longitud de onda es generalmente elegida para coincidir con una longitud de onda espectral de uno de los elementos químicos presentes en el Sol.
Fue desarrollado independientemente por George Ellery Hale y por Henri-Alexandre Deslandres en 1890, y posteriormente refinado en 1932 por Robert Raynolds McMath para tomar películas.
El instrumento consta de un prisma o una rejilla de difracción, junto con una estrecha rendija que permite pasar una sola longitud de onda (un monocromator). La luz es enfocada sobre un medio fotográfico y la rendija es movida a lo largo del disco del Sol para formar una imagen completa.